# Посёлок Розы Люксембург (Воронежская область)
Розы Люксембург — поселок в Хохольском районе Воронежской области России.
Входит в состав Хохольского городского поселения.

## Население
| 2010 |
| ---- |
| 0    |

В 2005 году население посёлка составляло 2 человека.